# Balthasar Woll
Balthasar (Bobby) Woll (Merchweiler, 1 september 1922 - Merchweiler, 18 maart 1996) was een SS-Oberscharführer (onderofficier) in de Waffen-SS. Hij werd tijdens de Tweede Wereldoorlog als enige tankschutter onderscheiden met het Ridderkruis van het IJzeren Kruis, een hoge Duitse militaire onderscheiding.

## Tweede Wereldoorlog
Na zijn opleiding tot elektricien, meldde hij zich op 15 augustus 1941 aan als vrijwilliger voor de Waffen-SS. Hij werd een mitrailleurschutter in de 3e compagnie, 1e SS Totenkopf infanterie-regiment.
Woll raakte gewond gedurende de gevechten tijdens de omsingeling van Demjansk en werd naar een ziekenhuis gestuurd in Duitsland. Tijdens zijn herstel werd hij in juli 1942 onderscheiden met het IJzeren Kruis 1939, 2 Klasse en het Gewondeninsigne 1939 in het zwart.
Na zijn herstel werd hij getraind als tankschutter en eind 1942 werd hij geplaatst bij het 13. Schwere Panzer compagnie, SS Panzer Regiment 1, 1. SS-Panzer-Division Leibstandarte-SS Adolf Hitler waar hij zijn tankcommandant Michael Wittmann ontmoette.
Op het moment dat Operatie Citadel begon, behoorde hij tot een van de beste tankbemanningen in de divisie. In oktober 1943 werd hij onderscheiden met het IJzeren Kruis 1939 1e Klasse, na het vernietigen van 80 tanks en 107 stuks antitankgeschut.
In januari 1944 werd Balthasar Woll onderscheiden met het Ridderkruis van het IJzeren Kruis en was daarmee de eerste en enige tankschutter die ooit deze onderscheiding heeft gekregen, hij werd tegelijkertijd ook bevorderd tot SS-Oberscharführer.
Toen Michael Wittmann gedood werd in Normandië in 1944, was Woll ernstig gewond en verbleef in een veldhospitaal. Woll herstelde van zijn verwondingen en overleefde de oorlog.

## Militaire loopbaan
- SS-Oberscharführer: 1 oktober 1944
- SS-Scharführer:
- SS-Unterscharführer: 30 januari 1944
- SS-Rottenführer: 9 november 1943
- SS-Oberschutze:

## Decoraties
- Ridderkruis van het IJzeren Kruis op 16 januari 1944 als SS-Rottenführer en Richtschütze 13. schwere Panzer-Kompanie/ SS-Panzer-Regiment 1 / 1.SS-Panzer-Division “Leibstandarte SS Adolf Hitler”[2][3][4][5][6]
- IJzeren Kruis 1939, 1e Klasse (14 oktober 1943)[2] en 2e Klasse (23 juli 1942)[2]
- Panzerkampfabzeichen zonder getal op 1 januari 1944[2]
- Gewondeninsigne 1939 in zilver op (23 juli 1942)[2] en zwart
- Medaille Winterschlacht im Osten 1941/42
- Demjanskschild op 26 juli 1942[7]

Aantal vernietigde doelen
- 82 tanks
- 107 anti-tankgeschut

## Lectuur
- (en)  Kurowski, Franz. Panzer Aces: German Tank Commanders of WWII. Stackpole Books. 2004, ISBN 0-8117-3173-1.
- (en)  Will Fey, Henri Henschler. Armor Battles of the Waffen-SS, 1943-45. 2003, ISBN 0-8117-2905-2
- (de)  Nietrug, Gerd. Die Ritterkreuzträger des Saarlandes 1939 - 1945. Zweibrücken: VDM Nickel. 2004, ISBN 3-925480-93-5.